# ジョージ・オウ
ジョージ・オウ（George Owu、1982年7月7日 - ）は、ガーナの元サッカー選手。元ガーナ代表。ポジションはゴールキーパー。

## 来歴
2003年にガーナ代表デビュー。出場機会は無かったもののアフリカネイションズカップ2006や2006 FIFAワールドカップのメンバーにも選ばれた。2009年までに通算10試合に出場した。

## 代表歴

### 出場大会
- ガーナ代表
  - 2006 FIFAワールドカップ

### 試合数
- 国際Aマッチ 10試合 0得点（2003年-2009年）[1]

| ガーナ代表 | 国際Aマッチ | 国際Aマッチ |
| 年         | 出場        | 得点        |
| ---------- | ----------- | ----------- |
| 2003       | 2           | 0           |
| 2004       | 1           | 0           |
| 2005       | 3           | 0           |
| 2006       | 1           | 0           |
| 2007       | 0           | 0           |
| 2008       | 1           | 0           |
| 2009       | 2           | 0           |
| 通算       | 10          | 0           |